# Donis Escober
Donis Escober (né le 3 février 1981 à San Ignacio dans le département de Francisco Morazán au Honduras) est un footballeur international hondurien, qui évolue au poste de gardien de but.

## Biographie

### Club
Donis Escober commence le football professionnel dans son club formateur, le CD Olimpia lors de la saison 2000-2001 d'abord en tant que doublure puis devient petit à petit numéro un dans les buts. Il remporte de nombreux titres nationaux avec son club de cœur à qui il reste fidèle toute sa carrière.

### Sélection
Il intègre la sélection hondurienne en 2002 en prenant part à une rencontre internationale pour la première fois de sa carrière. Alors remplaçant, il devient quelques années plus tard numéro un de la sélection. Il prend part à la Gold Cup à plusieurs reprises. Il est notamment demi-finaliste en 2009, 2011 et 2013 après avoir été éliminé en quart de finale lors de la Gold Cup 2009. En 2015, le Honduras ne passe pas le premier tour de poule.

## Palmarès
Avec le CD Olimpia, il remporte le championnat d'ouverture à deux reprises consécutivement en 2011 et 2012 et le championnat de clôture à quatre reprises en 2012, 2013, 2014 et 2015. Il remporte également la Coupe du Honduras en 2015 en battant le CD Platense.